# 국토지리정보원
국토지리정보원(國土地理情報院, National Geographic Information Institute)은 대한민국 국토교통부의 산하기관이다. 2003년 7월 26일 발족하였으며, 경기도 수원시 영통구 월드컵로 92에 위치하고 있다. 원장은 고위공무원단 나등급에 속하는 임기제공무원으로 보한다.

## 직무
- 측량에 관한 정책의 수립·시행
- 측량 관계 법령의 운영·연구 및 제도개선과 그 이행
- 국가측량기준의 설정 및 기준점의 유지·관리
- 항공사진의 촬영 및 제작
- 세부도화(細部圖畵)
- 위성영상 등을 이용한 항공사진측량의 연구·개발
- 국토지리 및 지명조사
- 지도의 전산편집·제작·관리 및 판매·보급
- 국토지리정보의 수집·전산화·관리 및 보급
- 국가지리정보시스템의 운용
- 소관 국유재산 및 물품의 관리
- 측량·지도제작 관련 비영리법인의 지도·감독

## 연혁
- 1956년 1월 23일: 내무부 소속으로 국립토목시험소 설치.
- 1958년 4월 19일: 국방부 소속으로 국방부지리연구소 설치.
- 1960년 7월 15일: 국제측지학 및 지구물리학연맹(I.U.G.G) 가입.
- 1961년 2월 15일: 국립토목시험소와 국방부지리연구소를 통합하여 내무부 소속으로 국립건설연구소 설치.
- 1961년 10월 2일: 국토건설청 소속으로 변경.
- 1962년 6월 18일: 건설부 소속으로 변경.
- 1974년 10월 11일: 국토 측량·지도 제작·지리의 조사 연구에 관한 사무를 이관받아 건설부 소속으로 국립지리원 설치.
- 1980년 7월 14일: 독도지도 제작.
- 1994년 12월 23일: 건설교통부 소속으로 변경.
- 1998년 4월 16일: 전국지명 DB구축을 위한 전산입력작업 착수.
- 2003년 7월 26일: 국토지리정보원으로 개편.
- 2000년 1월 1일: 책임운영기관으로 지정.
- 2004년 11월 1일: 지도박물관 개관.
- 2008년 2월 29일: 국토해양부 소속으로 변경.
- 2013년 3월 23일: 국토교통부 소속으로 변경.

## 조직

### 원장
- 기획정책과[2]
- 운영지원과[3]
- 위치기준과[4]
- 스마트공간정보과[5]
- 지리정보과[3]
- 국토조사과[2]
- 국토위성센터

### 성서소터기관
- 우주측지관측센터

## 같이 보기
- 공간정보산업진흥원
- 한국국토정보공사
- 지도박물관